# Babyloniidae
Babyloniidae — семейство морских хищных брюхоногих моллюсков из отряда Neogastropoda.
Это небольшая группа брюхоногих моллюсков с умеренно крупными, узорчатыми и визуально привлекательными раковинами. Несмотря на их относительное единообразие по цвету и форме, некоторые виды демонстрируют значительную изменчивость, и это привело к некоторым таксономическим проблемам. Авторы обычно полагаются на узор на раковине для различения видов, предпочитая его гораздо более надежным анатомическим признакам, таким как наличие и степень желобчатости шва, а также строение фасциолы и пупка.
Представители рода Babylonia добываются в качестве пищи, несколько видов вылавливаются тралами или выращиваются в товарных количествах. Представителей редких видов порой можно приобрести на азиатских рыбных рынках и даже в супермаркетах.
Встречаются в Тихом, Атлантическом и Индийском океанах от тропических до умеренных вод у берегов Азии, Европы и Африки.

## Систематика
По данным World Register of Marine Species, на декабрь 2024 года семейство включает 2 рода:
- Babylonia Schlüter, 1838
- Zemiropsis Thiele, 1929